# Schaffnei
Das Wort Schaffnei stammt vom mittelalterlichen Wort Schaffnerei. Zu Zeiten des Kurfürstentums war dies die Bezeichnung für eine Verwaltungsstelle. Dort wurden Schaffner beschäftigt, welche zum Einzug des Zehnten berechtigt waren.
Bis in das 18. Jahrhundert hinein wurde in Rechtsquellen der Begriff der Schaffnei als Amts- oder Dienststellenbezeichnung eines Schaffners, sowie als Behörden- oder Gebäudename, gebraucht.